# Резана

Резана (італ. Resana, вен. Rexana) — муніципалітет в Італії, у регіоні Венето, провінція Тревізо.
Резана розташована на відстані близько 420 км на північ від Рима, 38 км на північний захід від Венеції, 24 км на захід від Тревізо.
Населення — 9517 осіб (2014).
Щорічний фестиваль відбувається 24 серпня. Покровитель — святий Варфоломій.

## Демографія
Населення за роками:

Станом на 1 січня 2023 року в муніципалітеті офіційно проживали 853 іноземці з 40 країн, серед них 441 громадянин країн Євросоюзу та 19 громадян України.

## Сусідні муніципалітети
- Кастельфранко-Венето
- Лореджа
- Пьомбіно-Дезе
- Веделаго